# Edson Cadorini
Edson Cadorini, nome artístico de Huelinton Cadorini Silva (São José do Rio Pardo, 23 de agosto de 1974), é um cantor sertanejo brasileiro, que forma com o irmão Udson Cadorini Silva (Hudson) a dupla de música sertaneja Edson & Hudson.

## Carreira
Huelinton Cadorini Silva, filho de Vita Aparecida de Oliveira, e Gerônimo Silva(Falecido em 2014), mais conhecido como Beijinho, por incentivo do pai  quando criança, cantava com o irmão em locais como praças públicas, bares, rodeios e bailes. Ambos utilizavam o nome Pep e Pupi, tornando-se mais tarde os irmãos Edson & Hudson.
Os irmãos eram de família circense, e adquiriram muitas experiências no circo, que os ajudaram a fortalecer a união e mostrar a força e potencial que tinham para a música.
Com 20 CDs e 5 DVDs lançados, a dupla se diferencia devido à guitarra de Hudson, que leva ao som da dupla características vindas do rock e do hard rock, junto à influência da música country.
Os irmãos anunciaram, no começo do ano de 2009, a separação da dupla, com um último álbum a ser gravado ao vivo no dia 31 de dezembro do mesmo ano.
Dois anos após a separação, os irmãos reataram a parceria. 

### Carreira solo
Em 2010, Edson lança seu primeiro disco solo: Edson e Você, que conta com a participação  do humorista Mendigo na música "Ah,Tá!" e outra intitulada ´´Uma Canção Pra Você´´

## Discografia

### Solo
Álbuns de Estúdio
- 2010: Edson e Você
- 2011: Voz e Violão

### Com Hudson
Álbuns de Estúdio
- 1995: Edson & Hudson
- 1997: Festa Louca
- 2001: No Limite da Saudade
- 2004: O Chão Vai Tremer
- 2005: Galera Coração
- 2006: Duas Vidas, Dois Amores
- 2013: Na Hora do Buteco
- 2014: De Edson para Hudson
- 2015: Escândalo de Amor

Álbuns Ao vivo
- 2002: Acústico Ao Vivo
- 2005: Galera Coração - Ao Vivo
- 2007: Na Moda do Brasil - Ao Vivo
- 2007: Na Arena Ao Vivo
- 2009: Despedida
- 2013: Faço Um Circo Pra Você - Ao Vivo
- 2017: Eu e Você de Novo - Ao Vivo

Coletâneas
- 2005: O Melhor de Edson & Hudson
- 2006: O Bailão de Edson & Hudson
- 2007: Românticas
- 2007: Box Com 3 CDs (Galera Coração, Galera Coração Ao vivo e Duas Vidas Dois Amores)
- 2009: Essencial
- 2012: Deu Saudade (com 4 faixas inéditas)

DVDs Ao Vivo
- 2005: Galera Coração - Ao Vivo
- 2007: Na Moda do Brasil - Ao Vivo
- 2007: Na Arena Ao Vivo
- 2009: Despedida
- 2013: Faço Um Circo Pra Você - Ao Vivo

### Singles
| Ano  | Single                   | Parada(s)   | Parada(s)             | Parada(s)              | Parada(s)                    | Álbum        |
| Ano  | Single                   | BRA Hot 100 | BRA Hot Popular Songs | BRA Campinas Hot Songs | BRA Ribeirão Preto Hot Songs | Álbum        |
| ---- | ------------------------ | ----------- | --------------------- | ---------------------- | ---------------------------- | ------------ |
| 2010 | "Uma Canção Pra Você"    | 7           | 20                    | —                      | —                            | Edson e Você |
| 2010 | "Como Eu Queria Te Amar" | 1           | 19                    | 7                      | 8                            | Edson e Você |
| 2010 | "Da Cabeça Aos Pés"      | 11          | 19                    | —                      | —                            | Voz e Violão |
| 2011 | "É Só Você Me Amar"      | 30          | —                     | —                      | —                            | Voz e Violão |
| 2011 | "So Quem Ama"            | 64          | —                     | —                      | —                            | Voz e Violão |

## Turnê
- 2011: Edson Tour 2011